# 박연우 (배우)
박연우(1990년 4월 12일 ~ )는 대한민국의 배우이다.

## 드라마
- 2019년 KBS2 수목드라마 《동백꽃 필 무렵》- 박성민 역
- 2021년 ~ 2022년 SBS 월화드라마 《그 해 우리는》- 김명호 역
- 2022년 디즈니+ 오리지널 드라마 드라마《너와 나의 경찰수업》 - 장주찬 역
- 2022년 ENA 드라마 《얼어죽을 연애따위》- 존 장 역
- 2023년 MBC 금토드라마 《열녀박씨 계약결혼뎐》- 도윤재 역

## 영화
- 2021년 창애:짐승은 덫 - 정호 역